# Achryson surinamum
Achryson surinamum är en skalbaggsart som först beskrevs av Carl von Linné 1767.  Achryson surinamum ingår i släktet Achryson, och familjen långhorningar.
Arten förekommer i Sydamerika. Inga underarter finns listade.